# Jálama
El Jálama (en fala Xálima) és una muntanya situada a l'oest del Sistema Central, entre les comunitats autònomes d'Extremadura i Castella i Lleó. Amb 1492 metres d'altura és una de les muntanyes més altes de la Sierra de Gata, després de la Peña Canchera (1.592 m) i del Bolla (1.519 m). El cim del pic Jálama domina la vall de Jálama i marca el límit entre les províncies de Càceres i Salamanca.

## Toponímia
Tant Jálama com Xálima són topònims amb un origen lingüístic preromà. Probablement provingui del nom d'una divinitat celta de les aigües anomenada Salama. En la inscripció d'una estela trobada a Os ferreirus de San Martín de Trevejo s'hi pot llegir: FVSCVS DOO SALAMATI // V.S..M.).
La muntanya apareix mencionada com a Salama en documents medievals, però per influència de la fonètica àrab anirà tendint a Jálama/Xálima.

## Hidrografia
Cap el nord-est, a uns 3 km del cim, al paratje de les Cabezas de la Cervigona, les aigües de l'Arroyo de la Cervigona formen una cascada de prop de 60 m d'altura. Es tracta d'un dels salts d'aigua més alts de la comarca.